# Premier Gentilhomme de la Chambre du Roi
Die Premiers Gentilshommes de la Chambre du Roi waren ab der Regierung Ludwigs XIII. zu viert. Sie dienten im Wechsel alle vier Jahre für jeweils ein Jahr. Das Amt war von König Franz I. geschaffen worden, der im Oktober 1545 das Amt des Großkämmerers von Frankreich (Grand Chambrier de France) abgeschafft hatte.
Die Premiers Gentilshommes reichten den König das Hemd, wenn die Fils de France, die Princes du Sang, die Princes légitimés und der Grand Chambellan abwesend waren. Sie waren die Anweisungsbefugten für die Ausgaben der Chambre du Roi. Eine Verordnung vom 8. Januar 1717. sieht vor, dass die Verzierungen, Behänge, Dekorationen und Beleuchtungen für die königlichen Häusser, die Kirchen von Saint-Denis und Notre-Dame bei den Bestattungen von Königen, Königinnen, Söhnen, Töchtern, Enkeln und Enkelinnen von Frankreich im Auftrag des diensthabenden Premier Gentilhomme bereitgestellt werden. Sie nehmen die Treueeide von allen Beamten der Chambre du Roi entgegen und übergaben ihnen ihre Dienstzeugnisse; sie gaben dem Amtsdiener den Befehl in Bezug auf die Personen, die er einlassen musste Artikel XXXVIII des Beschlusses des Conseil d’État du Roi vom 18. Juni 1757. unterstellte den Premiers Gentilshommes die Verwaltung und innere Disziplin der Schauspieler der Comédie-Française und der Comédie Italienne.

## Liste der Premiers Gentilshommes de la Chambre du Roi

### Einrichtung des Amtes 1547
- April 1547 – 19. Dezember 1562: Jacques d’Albon († 1562), 1549 Seigneur de Saint-André
- Januar 1563 – 10. September 1565: Philibert de Marcilly († 1566), Sieur de Sipierre
- 1565–1581: Albert de Gondi, († 1602), 1581 Duc de Retz
- 1. Juli 1582 – 1587: Anne de Joyeuse († 1587), Duc de Joyeuse
- 1587–1588: Philibert de La Guiche († 1607)
- 1588–1620: Roger II. de Saint-Lary († 1646), 1619 Duc de Bellegarde
- 1616–1620: César Auguste de Saint-Lary de Bellegarde († 1621)[5]
- 1620–1622: Charles Hercules de Crevant († 1622), Marquis d’Humières[6]
- 15. Oktober 1622 – 1623: Jean (II.) de Souvré († 1656), Marquis de Courtanvaux
- 1623–1626: Henri II. de Montmorency († 1632), Duc de Montmorency
- 1626–1627: François de Baradat († 1683)
- 1627–1630: Louis III. de Crevant († 1648), Marquis d’Humières[7]
- 1630–März 1669: Gabriel de Rochechouart († 1675), Duc de Mortemart
- 9. September 1655[8] – März 1669: Louis Victor de Rochechouart de Mortemart († 1688), Duc de Vivonne, dessen Sohn, 17. Mai 1643 Premier Gentilhomme en survivance[9]
- 10. März 1669[10] – 19. März 1704: Louis-Marie-Victor d’Aumont († 1704), Duc de Vivonne, 1675 2. Duc d’Aumont
- 19. März 1704 – 6. April 1723: Louis d’Aumont († 1723), 1704 3. Duc d’Aumont, dessen Sohn, 6. April 1683 Premier Gentilhomme en survivance[11]
- 6. April 1723 – 5. November 1723: Louis Marie d'Aumont († 1723), 1723 4. Duc d’Aumont, dessen Sohn, 4. Oktober 1715 Premier Gentilhomme en survivance[12]
- 13. November 1723[13]  – 13. April 1782: Louis-Marie-Augustin d’Aumont († 1782), 1723 5. Duc d’Aumont, dessen Sohn
- 15. April 1782 – 1792 Louis-Alexandre-Céleste d’Aumont († 1814), 1799 7. Duc d’Aumont, dessen Sohn, 7. April 1762 Premier Gentilhomme en survivance
- 1814 – Januar 1815: Louis-Marie-Céleste d’Aumont († 1831), 8. Duc d'Aumont, dessen Sohn, 24. Dezember 1785 Premier Gentilhomme en survivance[14]

### Einrichtung des (zweiten) Amtes 1574
- 16. August 1574–1589: René de Villequier († 1590)
- 1589–1610: Henri de La Tour d’Auvergne († 1623), Vicomte de Turenne, 1594 Duc de Bouillon
- 27. September 1610–1617: Concino Concini († 1617) Marquis d’Ancre
- 24. April 1617–15. Dezember 1621: Charles d’Albert († 1621), 1619 Duc de Luynes
- 1623–1624: Claude de Lorraine († 1657), Duc de Chevreuse
- 13. Oktober 1624–1627: Roger du Plessis († 1674), 1643 Duc de La Roche-Guyon
- 1627–1632: Henri de Schomberg († 1632)
- 1632 – 27. November 1649: Roger du Plessis (2. Mal) († 1674), 1643 Duc de La Roche-Guyon
- 27. November 1649[15] – 16. Juni 1687: François Honorat de Beauvilliers († 1687), 1663 Duc de Saint-Aignan
- François de Beauvilliers († 1666), Comte de Séry, dessen Sohn, 22. Februar 1657 Premier Gentilhomme en survivance
- 16. Juni 1687– 22. Februar 1710: Paul de Beauvilliers († 1714), 1687 2. Duc de Saint-Aignan, dessen Bruder, 10. Dezember 1666 Premier Gentilhomme en survivance[16]
- 22. Februar 1710[17] – 1. Januar 1729: Louis de Rochechouart († 1746) 4. Duc de Mortemart, dessen Schwiegersohn
- 1. Januar 1729 – 4. Dezember 1731: Paul Louis de Rochechouart († 1731), 5. Duc de Mortemart, dessen Sohn, 3. Oktober 1718 Premier Gentilhomme en survivance[18]
- 14. Januar 1732[19] – 27. Juni 1743: Charles Auguste de Rochechouart († 1743), 1731 6. Duc de Mortemart, dessen Sohn
- 21. Juli 1743[20] – 21. Dezember 1743: Louis François Charles Augustin de Rochechouart († 1743), 1743 7. Duc de Mortemart, dessen Sohn
- 13. Februar 1744[21]–2. Juni 1786: Louis François Armand de Vignerot du Plessis († 1788), 3. Duc de Richelieu
- Juni 1786 – 4. Februar 1791: Louis Antoine Sophie de Vignerot du Plessis († 1791), Duc de Fronsac, 1788 Duc de Richelieu, dessen Sohn, 2. Oktober 1756 Premier Gentilhomme en survivance[22]
- 4. Februar 1791 – 1792 und 1814–1822: Armand Emmanuel de Vignerot du Plessis († 1822), Duc de Fronsac, dessen Sohn, 25. November 1787 Premier Gentilhomme en survivance[23]

### Einrichtung des (dritten) Amtes 1578
- März 1578 – 1581: François d'O († 1594), Marquis de Maillebois
- 1581–1614: Jean Louis de Nogaret de La Valette († 1642), 1581 Duc d'Épernon
- 26. April 1615 – 1622: Henri de Nogaret de La Valette, genanntde Foix († 1639), Comte de Foix-Candale, Duc d'Hallwin
- 1622–1628: Jean de Varignies († 1628), Seigneur de Blainville
- 4. März 1628 – 1633: Claude de Rouvroy de Saint-Simon († 1693), 1635 Duc de Saint-Simon
- 1. März 1633 – 17. März 1638: Charles I. de Blanchefort, 1626 Duc de Lesdiguières
- März 1638 – August 1643: François de Bonne de Créquy († 1677), 1638 Duc de Lesdiguières
- 20. August 1643[24] – 13. Februar 1687: Charles III. de Créquy († 1687), 1652 Duc de Créquy
- 13. Februar 1687 – 2. Juni 1709: Charles Belgique Hollande de La Trémoille († 1709), 1674 3. Duc de Thouars, dessen Schwiegersohn, 5. April 1675 Premier Gentilhomme en survivance[25]
- 2. Juni 1709[26] – 9. Oktober 1719: Charles Louis Bretagne de La Trémoille († 1719), 4. Duc de Thouars, dessen Sohn
- 22. Februar 1717 – 23. Mai 1741: Charles-Armand-René de La Trémoille († 1741), 5. Duc de Thouars, dessen Sohn, 22. Februar 1717 Premier Gentilhomme en survivance[27]
- 5. Mai 1741[28] – 13. April 1788: André Hercule de Rosset de Rocozel († 1788), 2. Duc de Fleury
- April 1788 – 1792: André Hercule Marie Louis de Rosset de Rocozel de Fleury († 1810), 3. Duc de Fleury, dessen Sohn, 25. April 1788 Premier Gentilhomme en survivance[29]

### Einrichtung des (vierten) Amtes 1610
- September 1610–1626: Gilles de Souvré († 1626), Marquis de Courtanvaux
- 1626–1653: Jean (II.) de Souvré († 1656), Marquis de Courtanvaux
- 14. Dezember 1653[30] – Juli 1669: Henry de Daillon († 1685), Comte du Lude, 1675 Duc du Lude
- 28. Juli 1669[31] – 1670: René Potier († 1670), Duc de Tresmes
- Januar 1670 – Dezember 1704: Léon Potier († 1704), 1669 Duc de Tresmes, 1670 Duc de Gesvres, 28. Juli 1669 Premier Gentilhomme en survivance[32]
- Dezember 1704 – Juni 1739: François-Bernard Potier († 1739) 1704 2. Duc de Gesvres, 11. Januar 1670 Premier Gentilhomme en survivance[33]
- 12. April 1739 – 19. September 1757: François Joachim Bernard Potier († 1757), 3. Duc de Gesvres, 26. Februar 1717 Premier Gentilhomme en survivance[34]
- 17. Oktober 1757[35] – 5. September 1789: Emmanuel-Félicité de Durfort († 1789), 4. Duc de Duras
- 6. September 1789 – 1791: Emmanuel Céleste de Durfort († 1800), 5. Duc de Duras, dessen Sohn
- 6. September 1789 – 18./19. April 1791 (Rücktritt): Amédée Bretagne Malo de Durfort († 1838), Marquis de Duras, dessen Sohn, 25. November 1787 Zusage als Nachfolger 1791[36]